# Paudy
Paudy é uma comuna francesa na região administrativa do Centro, no departamento Indre. Estende-se por uma área de 29,67 km². Em 2010 a comuna tinha 449 habitantes (densidade: 15,1 hab./km²).